# طاقة رياح بحرية

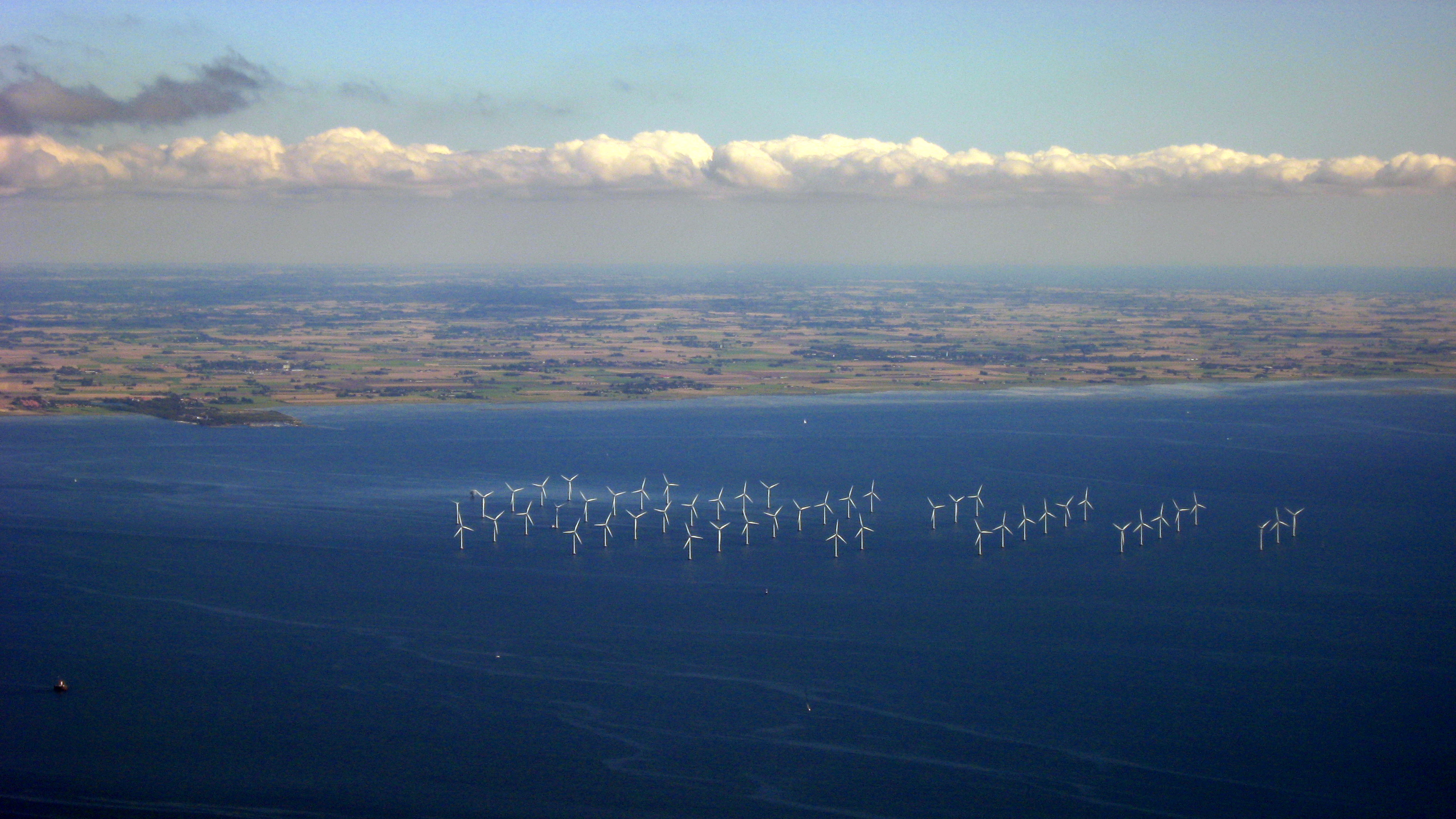
حقل طاقة رياح في السويد.

يقصد بطاقة الرياح البحرية بناء مزارع الرياح في المسطحات المائية لتوليد الكهرباء من الرياح، حيث تتوفر رياح قوية أفضل مقارنة بسرعة الرياح عند سطح الأرض. وفي نفس الوقت فإن مزارع الرياح البحرية غالية الثمن نسبيا بسبب ظروف إقامتها والقيام بصيانتها  إلا أنها مفضلة في أوروبا عن الحقول على الأرض لبعدها عن العيون. اناس كثيرون يعترضون على «تلويث» البيئة بمظر تلك العنفات المنتشرة على الأرض.
.
اعتباراً من أكتوبر 2010، كان يتم توليد 3.16 غيغاواط من طاقة الرياح البحرية وخاصة في شمال أوروبا. بينما سيتم إضافة أكثر من 16 جيجا واط إضافية قبل نهاية عام 2014 ، وسوف تكون المملكة المتحدة وألمانيا من الأسواق الرائدة. واعتباراً من عام 2013 أصبحت لندن اري هي أكبر مزرعة رياح بحرية في العالم، حيث تقوم بتوليد قدرة كهربائية تبلغ 504 ميجاواط.

## التاريخ
أُنشئت أول مزرعة رياح بحرية في الدنمارك عام ١٩٩١. في عام ٢٠٠٩، بلغ متوسط القدرة الاسمية لتوربينات الرياح البحرية في أوروبا حوالي ٣ ميجاوات، وكان من المتوقع أن ترتفع القدرة المستقبلية للتوربينات إلى ٥ ميجاوات. ووجدت مراجعة أُجريت عام ٢٠١٣ لجوانب هندسة التوربينات، مثل الأحجام المستخدمة على اليابسة، بما في ذلك التوصيلات الكهربائية والمحولات، أن القطاع كان متفائلاً بشأن نسبة الربح إلى التكلفة، وخلصت إلى أن "سوق طاقة الرياح البحرية لا يبدو كبيرًا". في عام ٢٠١٣، بلغت قدرة طاقة الرياح البحرية ١٥٦٧ ميجاوات من إجمالي ١١١٥٩ ميجاوات من طاقة الرياح المُركبة في ذلك العام.

## اقرأ أيضا
- عنفة رياح
- طاقة رياح
- منشأة قاعدية جاذبية
- فيستاس (شركة)